# Leyden, Massachusetts
Leyden är en kommun (town) i Franklin County i delstaten Massachusetts, USA. Vid folkräkningen år 2010 bodde 711 personer på orten. Den har enligt United States Census Bureau en area på totalt 46,7 km², varav 0,3 km² är vatten.

## Kända personer från Leyden
- Henry Kirke Brown, bildhuggare